# Telescopio gregoriano

Percorso del fascio di luce in un telescopio gregoriano

Il telescopio gregoriano è un tipo di telescopio riflettore ideato da James Gregory nel XVII secolo, costruito per la prima volta da Robert Hooke nel 1673.
Il suo progetto è antecedente al primo telescopio newtoniano, costruito da Isaac Newton nel 1669. Progetti similari si trovano negli scritti di Bonaventura Cavalieri (Lo specchio ustorio, 1632) e di Marin Mersenne (Harmonie universelle, 1636).

## Caratteristiche
Il telescopio gregoriano è costituito da due specchi concavi: lo specchio primario, un paraboloide concavo, raccoglie la luce e la fa convergere verso un fuoco posto davanti allo specchio secondario, un ellissoide concavo; quest'ultimo riporta il fascio di luce verso lo specchio primario, al centro del quale è posto un foro che contiene l'oculare.
Il vantaggio di questa configurazione è di permettere all'osservatore di posizionarsi sul retro dello strumento, direttamente dietro allo specchio principale. Inoltre forma immagini diritte e ciò lo rende adatto anche per osservazioni terrestri, mentre il telescopio newtoniano le forma ruotate (con un angolo che dipende dalla posizione dell'oculare). In seguito per l'uso astronomico fu largamente sostituito dal telescopio Cassegrain (che presenta le immagini ruotate di 180°).
Oggigiorno questa configurazione è ancora usata, oltre che per telescopi amatoriali, da diversi telescopi e radiotelescopi di grandi dimensioni:
- Large Binocular Telescope, in Arizona
- Telescopi Magellano, nell'Osservatorio di Las Campanas, in Cile
- South Pole Telescope, un radiotelescopio posto nella base Amundsen-Scott, al polo sud
- Allen Telescope Array, un radiotelescopio multiplo situato in California
- Radiotelescopio di Green Bank, negli Stati Uniti, con diametro di 100 metri. È il più grande radiotelescopio del mondo dotato di movimento.
- Sardinia Radio Telescope, in Italia, con diametro di 64 metri.